# Ruellia tweediana
Ruellia simplex là một loài thực vật có hoa trong họ Ô rô. Loài này được Griseb. miêu tả khoa học đầu tiên năm 1879.

## Hình ảnh

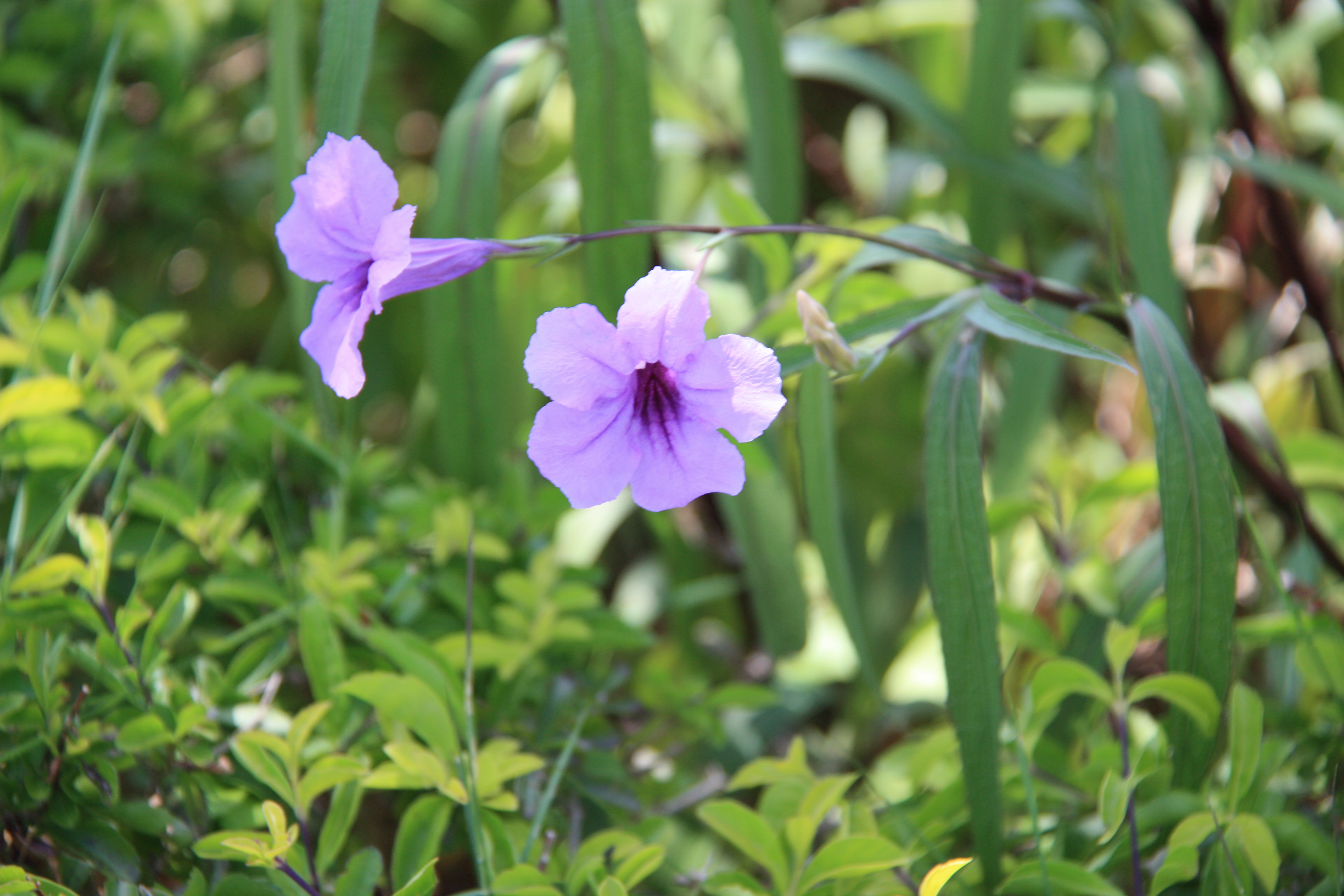
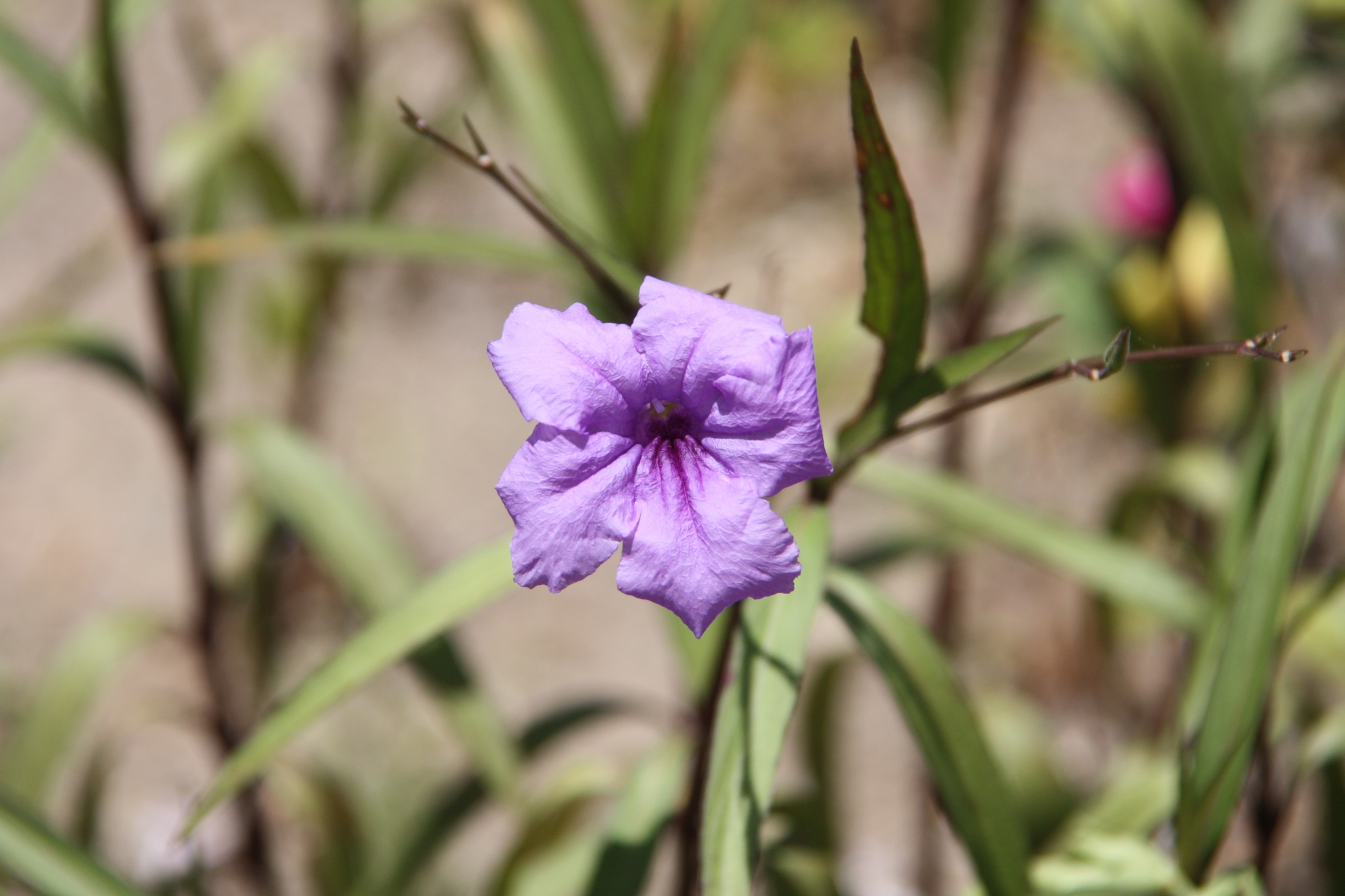
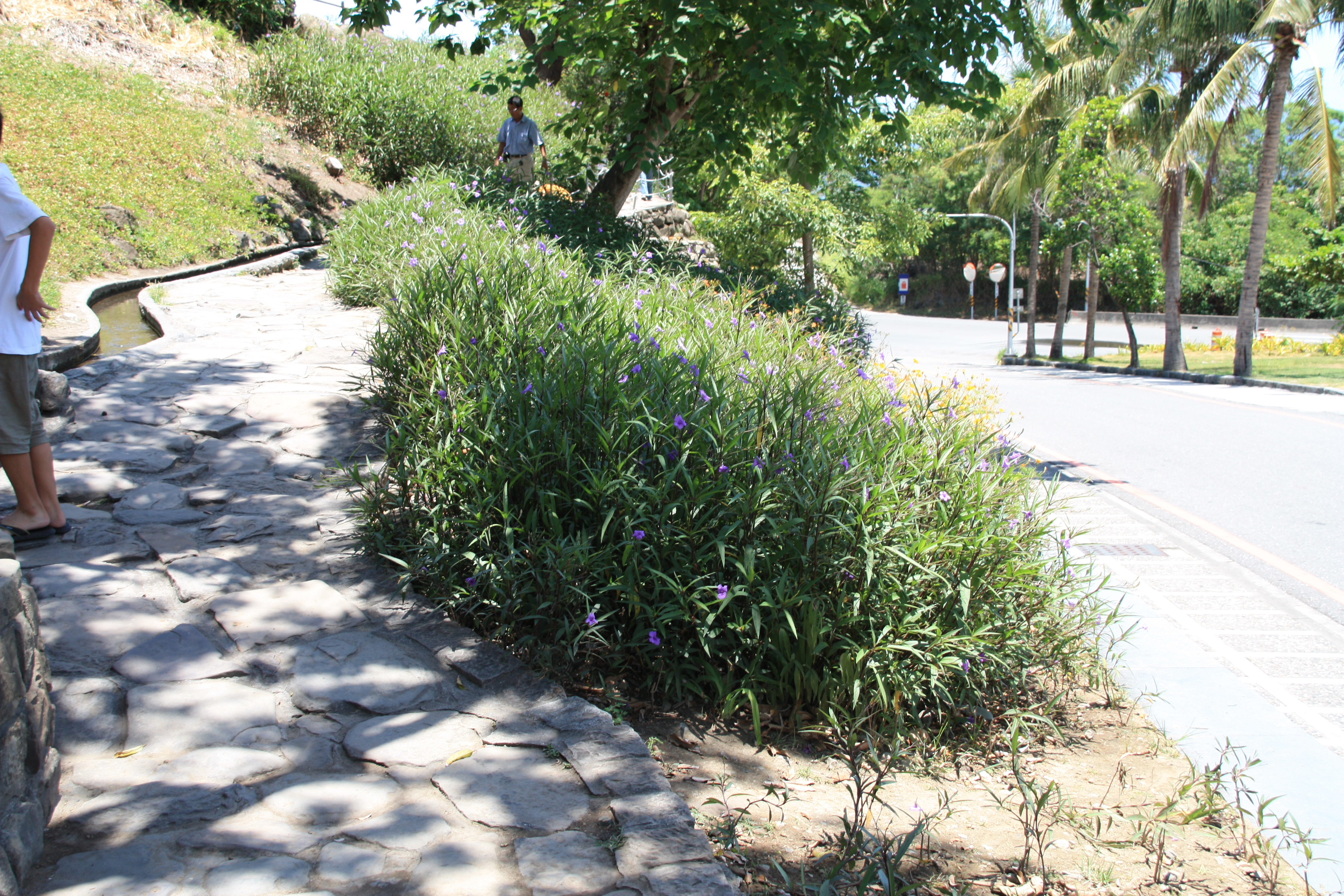
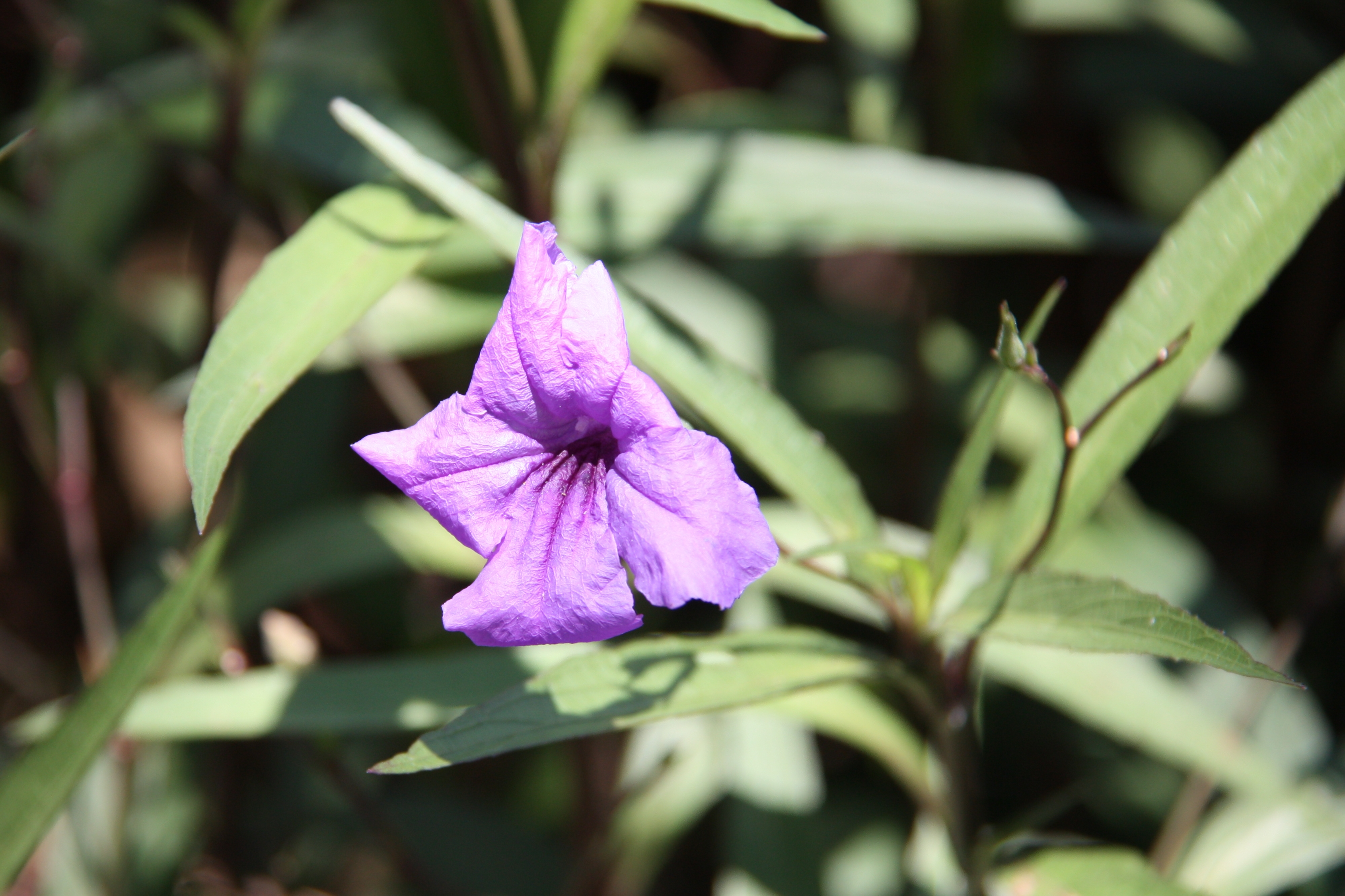